# Down Home
Down Home  — студийный альбом Зи Зи Хилла , выпущенный в 1982 году. Сам альбом был номинирован на 3rd Blues Music Awards 1982 года в номинации «Альбом современного блюза», а песня с альбома «Down Home Blues» стала лауреатом в номинации «Песня года» и блюзовым стандартом. И альбом, и песня введены в Зал славы блюза как произведения, представляющие собой классику блюза .
| Оценки критиков                           | Оценки критиков |
| Источник                                  | Оценка          |
| ----------------------------------------- | --------------- |
| AllMusic                                  | [ 2 ]           |
| Роберт Кристгау                           | A−              |
| The Clarion-Ledger                        | [ 4 ]           |
| The Encyclopedia of Popular Music         | [ 5 ]           |
| MusicHound R&B: The Essential Album Guide | [ 6 ]           |
| The Penguin Guide to Blues Recordings     | [ 7 ]           |

## Об альбоме
Продюсер Билл Бентли в LA Weekly назвал Down Home лучшим альбомом 1982 года 
Роберт Кристгау, поставив альбому оценку A- сказал, что «Хилл, не имеющий никакого отношения к Top [имеется в виду Дасти Хилл] — старый профессионал, который так и не смог решить, является ли он соул-блюзменом или блюзовым соулменом, соответственно, так и не отыскал материала, который заставил бы хоть кого-то любить больше, чем один-два его сингла. Теперь, когда вопрос стал коммерчески не столь актуален, он где-то таки набрал восемь из десяти забористых, классических песен на LP, и нарезал его в Джексоне, Миссисипи. Блюзовый соулмен, если вам интересно». 
Один из обозревателей отметил, что «В начале 1980-х блюз считался пережитком ушедшей эпохи. Это было особенно актуально в афроамериканском сообществе, где фанк, R&B и ранний хип-хоп стали предпочитать блюзу. Когда Арзел „ZZ“ Хилл выпустил в 1982 году хитовый альбом Down Home Blues на солидном лейбле Malaco, он вдохнул новую жизнь в слабеющий жанр». 
Альбом достиг 209 места в Billboard 200. и был продан в количестве более 500 000 экземпляров; на тот момент это был самый продаваемый релиз Malaco Records . Альбом оставался в чартах Billboard почти два года после своего выпуска 
Сингл с альбома «Cheating in the Next Room», вышедший в апреле 1982 года добрался до 19 позиции в Billboard R&B 

### О песне «Down Home Blues»
Авторство песни принадлежит известному блюзовому музыканту и автору песен Джорджу Джексону. В одном из источников песня названа самым продаваемым блюзом XX века. Журнал Living Blues написал: «При всём уважении к великому успеху Роберта Крея в поп-чартах, блюз „Down Home Blues“ от Зи Зи Хилла — это наиболее влиятельная блюзовая композиция 1980-х, и возможно даже гимн современного блюза». Blues Foundation причисливший песню к блюзовым стандартам и классике блюза, введя её в 2000 году в Зал славы блюза писал: «В 1982 году альбом Down Home вдохновил радиопрограммы по всей Америке добавить больше блюза в свои плейлисты. Песня „Down Home Blues“ доминировала в чартах более года, проведя месяцы в R&B Top 10…Жуткий вокал и плавная гитара сделали песню любимой среди блюзовых исполнителей» .

## Список композиций
| №  | Название                              | Автор(ы)                            | Длительность |
| -- | ------------------------------------- | ----------------------------------- | ------------ |
| 1. | «Down Home Blues»                     | Джордж Джексон                      | 5:10         |
| 2. | «Cheatin' In The Next Room»           | Джордж Джексон, Роберт Алтон Миллер | 3:32         |
| 3. | «Everybody Knows About My Good Thing» | Лермон Хортон, Майлс Грейсон        | 4:53         |
| 4. | «Love Me»                             | Эдди Флойд                          | 3:44         |
| 5. | «That Means So Much To Me»            | Фредди Ли Кобер                     | 3:53         |

| №   | Название                     | Автор(ы)                       | Длительность |
| --- | ---------------------------- | ------------------------------ | ------------ |
| 6.  | «When Can We Do This Again»  | Билли Клементс, Филлип Митчелл | 4:15         |
| 7.  | «Right Arm For Your Love»    | Джерри Уильямс-младший         | 3:28         |
| 8.  | «When It Rains It Pours»     | Бобби Патерсон                 | 3:37         |
| 9.  | «Woman Don't Go Astray»      | Кинг Флойд                     | 2:20         |
| 10. | «Givin' It Up For Your Love» | Джерри Уильямс-младший         | 3:17         |

## Участники записи
- Зи Зи Хилл  — вокал

- Дино Циммерман  — гитара
- Лерой Эммануэль  — гитара
- Карсон Уитсетт — клавишные
- Рэй Гриффин — бас-гитара
- Джеймс Робертсон — ударные
- The Muscle Shoals Horns — духовые
- The Jackson Strings — струнные
- Майк Дэвис — струнные аранжировки
- Шарлотта Шенье, Джевел Басс, Томасин Андерсон — бэк-вокал

Производство
- Томми Коуч — продюсер
- Вольф Стивенсон — продюсер, звукорежиссёр